# Nueil-les-Aubiers
Pour les articles homonymes, voir Nueil et Les Aubiers (homonymie).
Nueil-les-Aubiers est une commune du Centre-Ouest de la France située dans le département des Deux-Sèvres, en région Nouvelle-Aquitaine.
Ses habitants sont appelés les Nueillaubrais.

## Géographie
Commune située au nord du département des Deux-Sèvres, au sein du bocage bressuirais, à 15 km du nord de Bressuire et à une trentaine de km du sud de Cholet (Maine-et-Loire).

### Communes limitrophes
| Mauléon | Les Cerqueux, Saint Maurice Étusson | Voulmentin |
| Mauléon | Nueil-les-Aubiers                   | Voulmentin |
| Le Pin  | Bretignolles                        | Bressuire  |

### Hydrographie
La commune est traversée dans sa largeur par deux rivières, que sont la Scie (au centre) et l'Argent (au sud). La partie nord de la commune, située à une altitude moyenne de 150 mètres, est relativement sèche et marquée d’un nombre important de mares et lacs, tandis que la partie sud est marquée par la présence de la vallée de l’Argent.

### Paysages
L’ensemble de la commune appartient au bocage bressuirais : les parcelles de champs y sont étroites et pourvues d’un réseau de haies qui les délimite. Les essences d’arbres les plus observées sont les chênes, châtaigniers et frênes. Les haies sont aussi composées d’arbustes dont le sureau, l’églantier ou l’ajonc.

### Voies de communication et transports
Nueil-les-Aubiers est desservie en autocars par le réseau Tréma (ligne 7).

### Climat
Le climat qui caractérise la commune est qualifié, en 2010, de « climat océanique altéré », selon la typologie des climats de la France qui compte alors huit grands types de climats en métropole. En 2020, la commune ressort du même type de climat dans la classification établie par Météo-France, qui ne compte désormais, en première approche, que cinq grands types de climats en métropole. Il s’agit d’une zone de transition entre le climat océanique, le climat de montagne et le climat semi-continental. Les écarts de température entre hiver et été augmentent avec l'éloignement de la mer. La pluviométrie est plus faible qu'en bord de mer, sauf aux abords des reliefs.
Les paramètres climatiques qui ont permis d’établir la typologie de 2010 comportent six variables pour les températures et huit pour les précipitations, dont les valeurs correspondent à la normale 1971-2000. Les sept principales variables caractérisant la commune sont présentées dans l'encadré ci-après.
| Paramètres climatiques communaux sur la période 1971-2000 - Moyenne annuelle de température : 11,8 °C - Nombre de jours avec une température inférieure à −5 °C : 1,7 j - Nombre de jours avec une température supérieure à 30 °C : 4,6 j - Amplitude thermique annuelle : 14,5 °C - Cumuls annuels de précipitation : 805 mm - Nombre de jours de précipitation en janvier : 11,8 j - Nombre de jours de précipitation en juillet : 6,7 j |

Avec le changement climatique, ces variables ont évolué. Une étude réalisée en 2014 par la Direction générale de l'Énergie et du Climat complétée par des études régionales prévoit en effet que la  température moyenne devrait croître et la pluviométrie moyenne baisser, avec toutefois de fortes variations régionales. La station météorologique de Météo-France installée sur la commune et mise en service en 1938 permet de connaître en continu l'évolution des indicateurs météorologiques. Le tableau détaillé pour la période 1981-2010 est présenté ci-après.
| Mois                                  | jan.           | fév.             | mars           | avril         | mai             | juin           | jui.            | août           | sep.          | oct.            | nov.            | déc.             | année     |
| ------------------------------------- | -------------- | ---------------- | -------------- | ------------- | --------------- | -------------- | --------------- | -------------- | ------------- | --------------- | --------------- | ---------------- | --------- |
| Température minimale moyenne (°C)     | 1,8            | 1,5              | 3,3            | 4,8           | 8,4             | 11,3           | 13,2            | 12,9           | 10,4          | 8,2             | 4,4             | 2,2              | 6,9       |
| Température moyenne (°C)              | 4,8            | 5,3              | 7,9            | 10,1          | 13,9            | 17,3           | 19,4            | 19,2           | 16,3          | 12,6            | 7,9             | 5,2              | 11,7      |
| Température maximale moyenne (°C)     | 7,8            | 9                | 12,5           | 15,3          | 19,4            | 23,3           | 25,7            | 25,5           | 22,2          | 17,1            | 11,4            | 8,1              | 16,5      |
| Record de froid (°C) date du record   | −16 17.01.1987 | −13,5 20.02.1986 | −10,5 01.03.05 | −4,4 08.04.21 | −2,4 08.05.1974 | 1,8 05.06.1989 | 5,4 26.07.1974  | 4,9 31.08.1986 | 2 26.09.10    | −2,9 29.10.1997 | −8 30.11.1978   | −10,5 29.12.1996 | −16 1987  |
| Record de chaleur (°C) date du record | 18,3 01.01.22  | 20,5 23.02.1990  | 23,9 31.03.21  | 30,4 30.04.05 | 33,2 29.05.01   | 37,5 22.06.03  | 38,9 21.07.1990 | 39,4 10.08.03  | 33,5 04.09.13 | 30,7 02.10.11   | 20,5 08.11.1988 | 18,1 07.12.00    | 39,4 2003 |
| Précipitations (mm)                   | 90,9           | 65,9             | 62,7           | 66,7          | 68              | 45,8           | 59,3            | 46,7           | 60            | 90,4            | 84,2            | 91,2             | 831,8     |

## Urbanisme

### Typologie
Au 1er janvier 2024, Nueil-les-Aubiers est catégorisée bourg rural, selon la nouvelle grille communale de densité à sept niveaux définie par l'Insee en 2022.
Elle appartient à l'unité urbaine de Nueil-les-Aubiers, une unité urbaine monocommunale constituant une ville isolée,. Par ailleurs la commune fait partie de l'aire d'attraction de Bressuire, dont elle est une commune du pôle principal,. Cette aire, qui regroupe 19 communes, est catégorisée dans les aires de moins de 50 000 habitants,.

### Occupation des sols
L'occupation des sols de la commune, telle qu'elle ressort de la base de données européenne d’occupation biophysique des sols Corine Land Cover (CLC), est marquée par l'importance des territoires agricoles (94,6 % en 2018), en diminution par rapport à 1990 (96,2 %). La répartition détaillée en 2018 est la suivante : 
terres arables (35,2 %), zones agricoles hétérogènes (31,7 %), prairies (27,7 %), zones urbanisées (3,3 %), forêts (1,8 %), zones industrielles ou commerciales et réseaux de communication (0,3 %). L'évolution de l’occupation des sols de la commune et de ses infrastructures peut être observée sur les différentes représentations cartographiques du territoire : la carte de Cassini (XVIIIe siècle), la carte d'état-major (1820-1866) et les cartes ou photos aériennes de l'IGN pour la période actuelle (1950 à aujourd'hui).

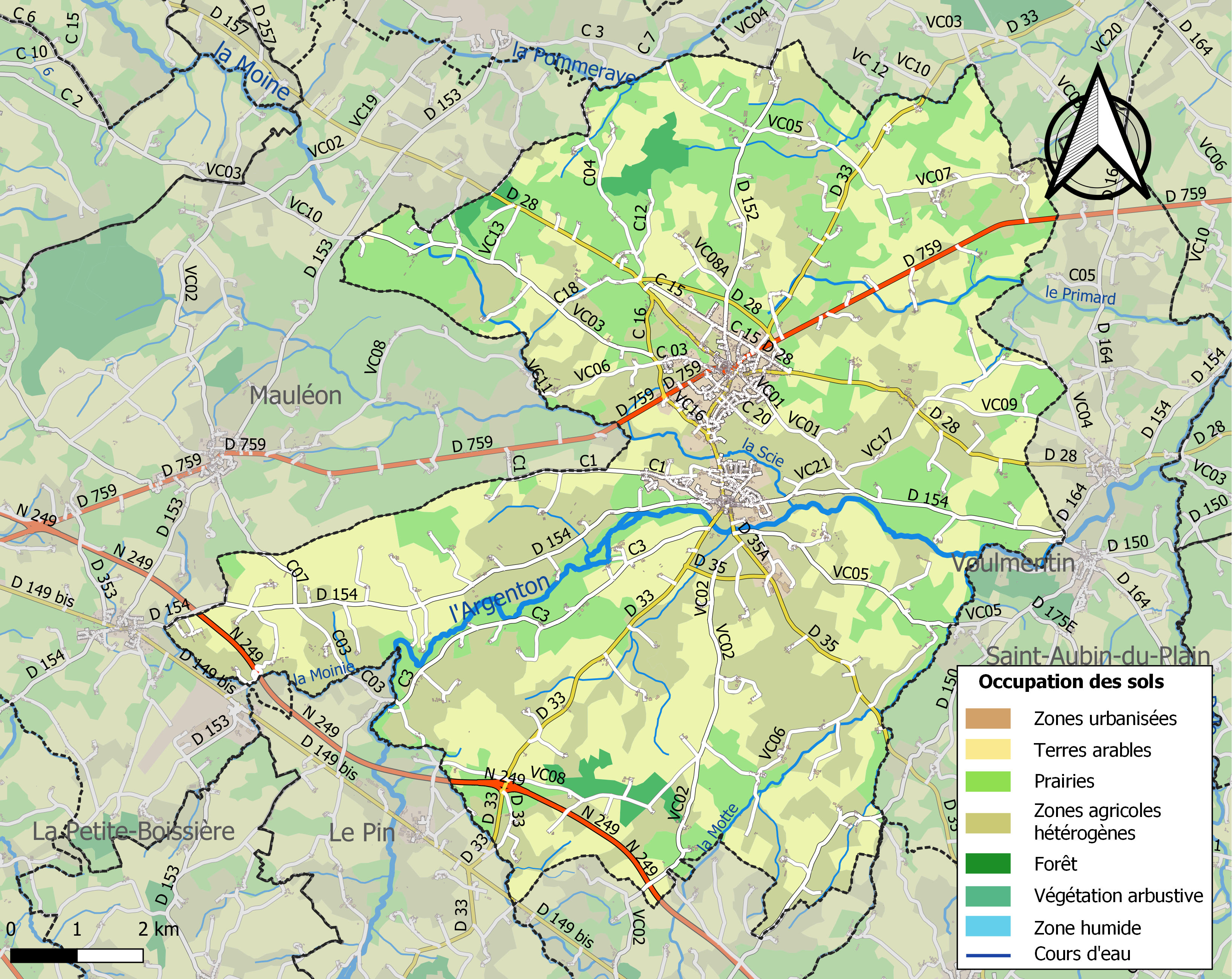
Carte des infrastructures et de l'occupation des sols de la commune en 2018 (CLC).

### Risques majeurs
Le territoire de la commune de Nueil-les-Aubiers est vulnérable à différents aléas naturels : météorologiques (tempête, orage, neige, grand froid, canicule ou sécheresse), inondations, mouvements de terrains et séisme (sismicité modérée). Il est également exposé à un risque technologique,  le transport de matières dangereuses, et à un risque particulier : le risque de radon. Un site publié par le BRGM permet d'évaluer simplement et rapidement les risques d'un bien localisé soit par son adresse soit par le numéro de sa parcelle.

#### Risques naturels
Certaines parties du territoire communal sont susceptibles d’être affectées par le risque d’inondation par débordement de cours d'eau, notamment l'Argenton et la Pommeraye. La commune a été reconnue en état de catastrophe naturelle au titre des dommages causés par les inondations et coulées de boue survenues en 1982, 1983, 1984, 1995, 1999, 2010, 2012 et 2014,.

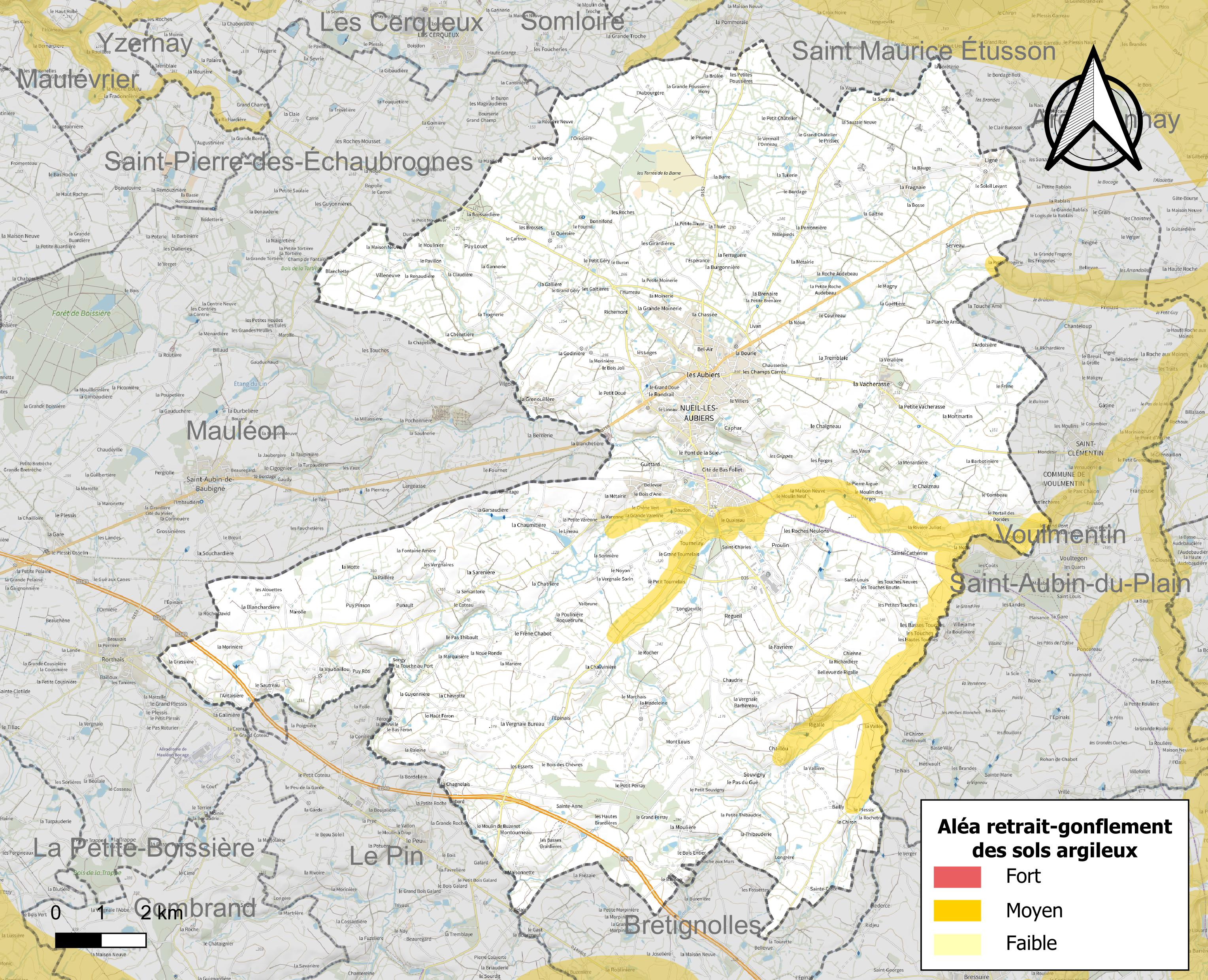
Carte des zones d'aléa retrait-gonflement des sols argileux de Nueil-les-Aubiers.

Les mouvements de terrains susceptibles de se produire sur la commune sont des mouvements de terrains, notamment des tassements différentiels. Le retrait-gonflement des sols argileux est susceptible d'engendrer des dommages importants aux bâtiments en cas d’alternance de périodes de sécheresse et de pluie. 5,5 % de la superficie communale est en aléa moyen ou fort (54,9 % au niveau départemental et 48,5 % au niveau national). Depuis le 1er octobre 2020, en application de la loi ELAN, différentes contraintes s'imposent aux vendeurs, maîtres d'ouvrages ou constructeurs de biens situés dans une zone classée en aléa moyen ou fort,.
La commune a été reconnue en état de catastrophe naturelle au titre des dommages causés par la sécheresse en 2005 et 2011 et par des mouvements de terrain en 1999 et 2010.

#### Risque particulier
Dans plusieurs parties du territoire national, le radon, accumulé dans certains logements ou autres locaux, peut constituer une source significative d’exposition de la population aux rayonnements ionisants. Selon la classification de 2018, la commune de Nueil-les-Aubiers est classée en zone 3, à savoir zone à potentiel radon significatif.

## Histoire
La commune fut créée le 11 mars 2001 par fusion simple des communes des Aubiers (quartier nord) et de Nueil-sur-Argent (quartier sud, appelée Nueil-sous-les-Aubiers avant 1964).
Cette fusion fait dans un premier temps suite à 30 ans d'urbanisation, qui ont amené à voir se dessiner une liaison urbaine entre les deux anciens bourgs historiques, éloignés de 2,25 km ainsi qu'à une structuration de l'activité sociale et commerciale communes. La fusion a été approuvée par la population en 1999 et mise en œuvre à partir de mars 2001.
Le village des Aubiers s’est créé au croisement du chemin reliant Mauléon à Thouars et de la voie romaine reliant Nantes à Poitiers. L’origine de la création du village de Nueil-sur-Argent est, quant à elle, liée à la proximité de la rivière l’Argent qui permit notamment le développement des moulins à eau.
L’histoire communale est marquée par la guerre de Vendée, puisque le 13 avril 1793 eut lieu la victoire d'Henri de La Rochejaquelein et des Vendéens aux Aubiers (voir bataille des Aubiers). Un monument commémoratif est érigé au bois des Chèvres, à proximité de la route reliant Nueil-les-Aubiers à Cerizay.
À la suite de cette période difficile, durant le XIXe siècle, les deux communes prennent un essor sensible sur le plan économique et les activités textiles vont se développer sur le territoire. En 1800, la production de la manufacture de draperie locale s’installa, et une douzaine d’ouvriers y travaillaient. L’activité se développa et en 1850, on comptabilisa jusqu’à 52 métiers à tisser, les tisserands écoulant dans la région la majorité de la production.
L'arrivée du chemin de fer en 1880 avec la construction de la ligne  Bressuire—Cholet dernier tronçon entre Nantes et Poitiers, n'a pas eu une très grosse incidence sur l'industrie locale, et la gare fut construite plus près du bourg de Nueil.
Mais c’est seulement à la suite de la Seconde Guerre mondiale que les deux communes connurent un important développement sur le plan industriel.

## Héraldique
| Blason de Nueil-les-Aubiers | Blason  | D'argent à la croix pattée et alésée de gueules, à la bordure de sable chargée de onze besants d'or, au chef d'azur à trois fleurs de lis d'or brochant sur la bordure. |
| Blason de Nueil-les-Aubiers | Détails | Le statut officiel du blason reste à déterminer. |

## Économie
La commune est située dans le territoire le plus industrialisé des Deux-Sèvres, c’est-à-dire le bocage bressuirais en périphérie du territoire choletais, traditionnellement très dynamique sur le plan économique et marqué par la présence d’industrie rurale.
L'économie locale fait part belle à l'agriculture d'élevage et à l'industrie agroalimentaire (Gastronome et Arrivé Bellané), notamment spécialisée dans la volaille. L'entreprise Gastronome emploie près d’un millier de personnes sur la zone. Dans le même temps d'autres activités sont présentes dans les domaines de la mécano-soudure (SMM), des polyesters (Polyplast) ou encore des emballages (Mondi Packaging, Caisserie aubraise moderne) en parallèle de l'activité commerciale classique, de l’artisanat et des services. Il y a encore une dizaine d'années, l'industrie du textile et de la chaussure (Benard – MAAC) était encore très présente mais seule une moyenne entreprise existe encore aujourd'hui (SIDO NEW).
La commune héberge les sièges des sociétés éditrices des magazines informatiques Avosmac (axé sur les Macintosh et iOS), et celui de Body Nature, une marque de produits de bien-être, cosmétiques et entretien.

### Habitat
Selon les sources de l’Insee, plus de 95 % du parc de logements est constitué de logements de type individuel. Ces chiffres s’expliquent par un nombre très élevé de fermes sur un territoire communal très étendu, et consacré traditionnellement à l’élevage ; mais aussi par une urbanisation effectuée quasi exclusivement sous forme pavillonnaire depuis les années 1970.
Dans le même temps, le logement social est bien développé, diversifié et dispersé sur l’ensemble de la commune. Cette situation facilite l’accueil de nouvelle population venant travailler dans les entreprises locales.

### Transports
La commune est marquée par la traversée de nombreux poids lourds, trafic cependant atténué depuis la mise en place d'une déviation, ne laissant place qu'aux dessertes des entreprises locales. L’accès aux transports collectifs se limite aux cars scolaires et aux lignes de bus du RDS qui desservent Bressuire et Argenton-Vallée. Les connexions aux trains sont éloignés de 15 à 30 km, depuis la fermeture de la gare il y a quelques décennies et la transformation des voies ferrées en voie verte.

## Politique et administration

### Liste des maires

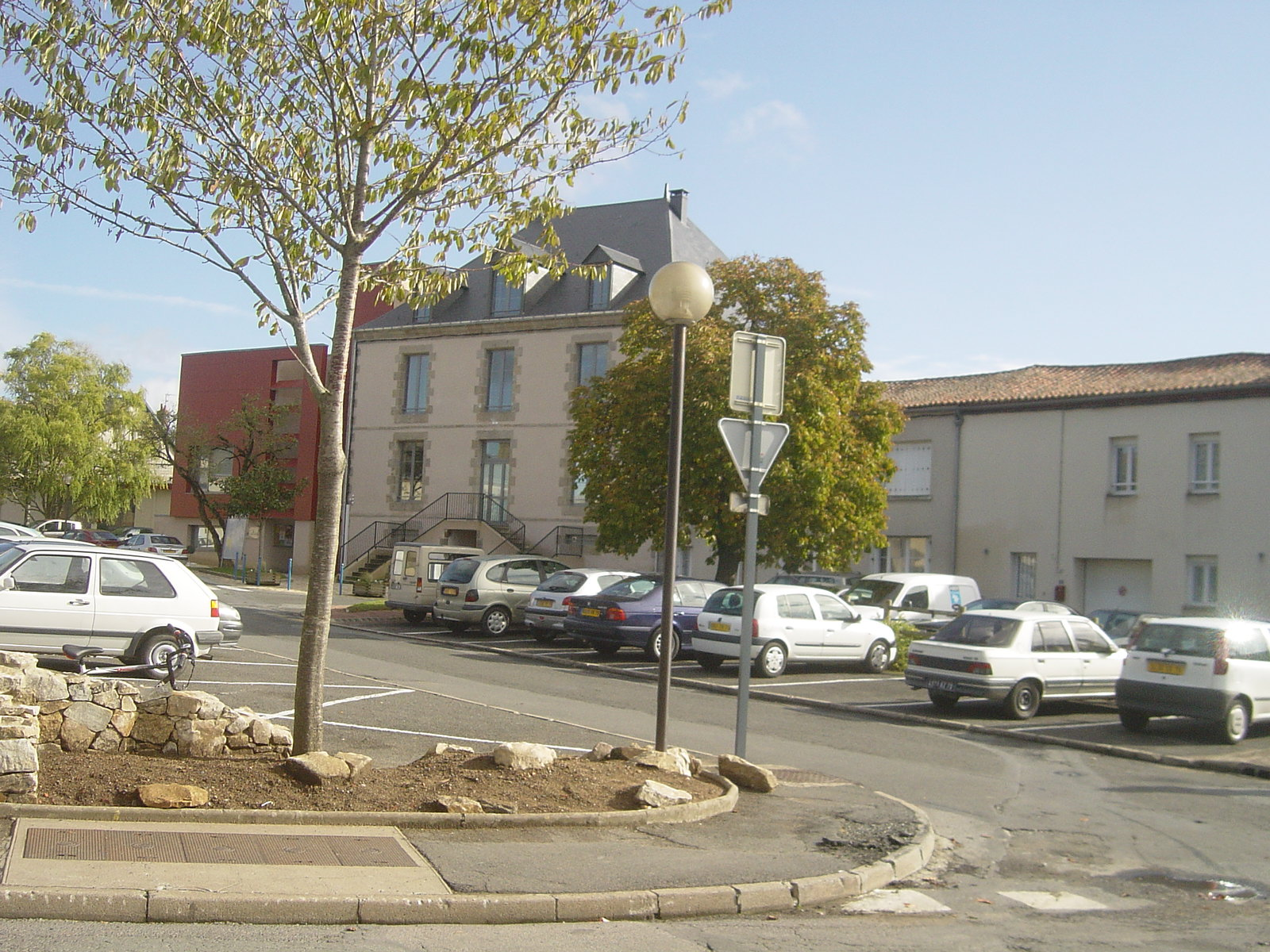
Centre socio-culturel de Nueil-les-Aubiers.

| Période       | Période       | Identité          | Étiquette | Qualité |
| ------------- | ------------- | ----------------- | --------- | --- |
| avant 1988    | ?             | Victor Guiet      |           | Maire de Nueil-sur-Argent |
| mars 2001     | décembre 2002 | Dominique Paillé  | UDF, UMP  | Député de la 4e circonscription des Deux-Sèvres (1993 → 2007) Maire des Aubiers (1989 → 2001)                                                                         |
| décembre 2002 | mars 2008     | Louis-Marie Baron | DVD       | |
| mars 2008     | mai 2020      | Philippe Brémond  | UMP, LR   | Cadre du secteur public Conseiller général (2009 → 2015) puis départemental de Mauléon (2015 → ) 5e vice-président du conseil départemental des Deux-Sèvres (2015 → ) |
| mai 2020      | En cours      | Serge Bouju       | DVD       | Maître de conférences en droit public |

### Politique environnementale
Dans son palmarès 2024, le Conseil national de villes et villages fleuris de France a attribué deux fleurs à la commune.

## Démographie
En mars 2001, Les Aubiers et Nueil-sur-Argent fusionnent sous le nom de Nueil-les-Aubiers.

### Démographie des Aubiers
| 1793  | 1800  | 1806  | 1821  | 1831  | 1836  | 1841  | 1846  | 1851  |
| ----- | ----- | ----- | ----- | ----- | ----- | ----- | ----- | ----- |
| 2 200 | 1 159 | 1 617 | 1 856 | 1 876 | 1 785 | 1 907 | 2 067 | 2 121 |

| 1856  | 1861  | 1866  | 1872  | 1876  | 1881  | 1886  | 1891  | 1896  |
| ----- | ----- | ----- | ----- | ----- | ----- | ----- | ----- | ----- |
| 2 237 | 2 338 | 2 522 | 2 461 | 2 534 | 2 562 | 2 719 | 2 742 | 2 626 |

| 1901  | 1906  | 1911  | 1921  | 1926  | 1931  | 1936  | 1946  | 1954  |
| ----- | ----- | ----- | ----- | ----- | ----- | ----- | ----- | ----- |
| 2 716 | 2 685 | 2 695 | 2 377 | 2 308 | 2 314 | 2 248 | 2 357 | 2 283 |

| 1962  | 1968  | 1975  | 1982  | 1990  | 1999  | - | - | - |
| ----- | ----- | ----- | ----- | ----- | ----- | - | - | - |
| 2 333 | 2 309 | 2 540 | 2 760 | 2 924 | 2 876 | - | - | - |

### Démographie de Nueil-sous-les-Aubiers puis Nueil-sur-Argent, puis Nueil-les-Aubiers
L'évolution du nombre d'habitants est connue à travers les recensements de la population effectués dans la commune depuis 1793. Pour les communes de moins de 10 000 habitants, une enquête de recensement portant sur toute la population est réalisée tous les cinq ans, les populations de référence des années intermédiaires étant quant à elles estimées par interpolation ou extrapolation. Pour la commune, le premier recensement exhaustif entrant dans le cadre du nouveau dispositif a été réalisé en 2008.

En 2022, la commune comptait 5 529 habitants, en évolution de −0,7 % par rapport à 2016 (Deux-Sèvres : +0,18 %, France hors Mayotte : +2,11 %).
| 1793  | 1800 | 1806  | 1821  | 1831  | 1836  | 1841  | 1846  | 1851  |
| ----- | ---- | ----- | ----- | ----- | ----- | ----- | ----- | ----- |
| 1 800 | 812  | 1 531 | 1 459 | 1 543 | 1 473 | 1 522 | 1 594 | 1 663 |

| 1856  | 1861  | 1866  | 1872  | 1876  | 1881  | 1886  | 1891  | 1896  |
| ----- | ----- | ----- | ----- | ----- | ----- | ----- | ----- | ----- |
| 1 697 | 1 759 | 1 892 | 2 046 | 2 107 | 2 229 | 2 249 | 2 204 | 2 129 |

| 1901  | 1906  | 1911  | 1921  | 1926  | 1931  | 1936  | 1946  | 1954  |
| ----- | ----- | ----- | ----- | ----- | ----- | ----- | ----- | ----- |
| 2 180 | 2 151 | 2 172 | 1 851 | 1 788 | 1 739 | 1 773 | 1 741 | 1 738 |

| 1962  | 1968  | 1975  | 1982  | 1990  | 1999  | 2006  | 2008  | 2013  |
| ----- | ----- | ----- | ----- | ----- | ----- | ----- | ----- | ----- |
| 1 785 | 1 725 | 1 994 | 2 136 | 2 156 | 2 116 | 5 327 | 5 412 | 5 632 |

| 2018  | 2022  | - | - | - | - | - | - | - |
| ----- | ----- | - | - | - | - | - | - | - |
| 5 513 | 5 529 | - | - | - | - | - | - | - |

## Vie sociale
La commune est marquée par un très fort dynamisme associatif puisque plus d’une cinquantaine d’associations sont recensées représentant 1 700 adhérents, soit 1/3 de la population totale.

## Lieux et monuments

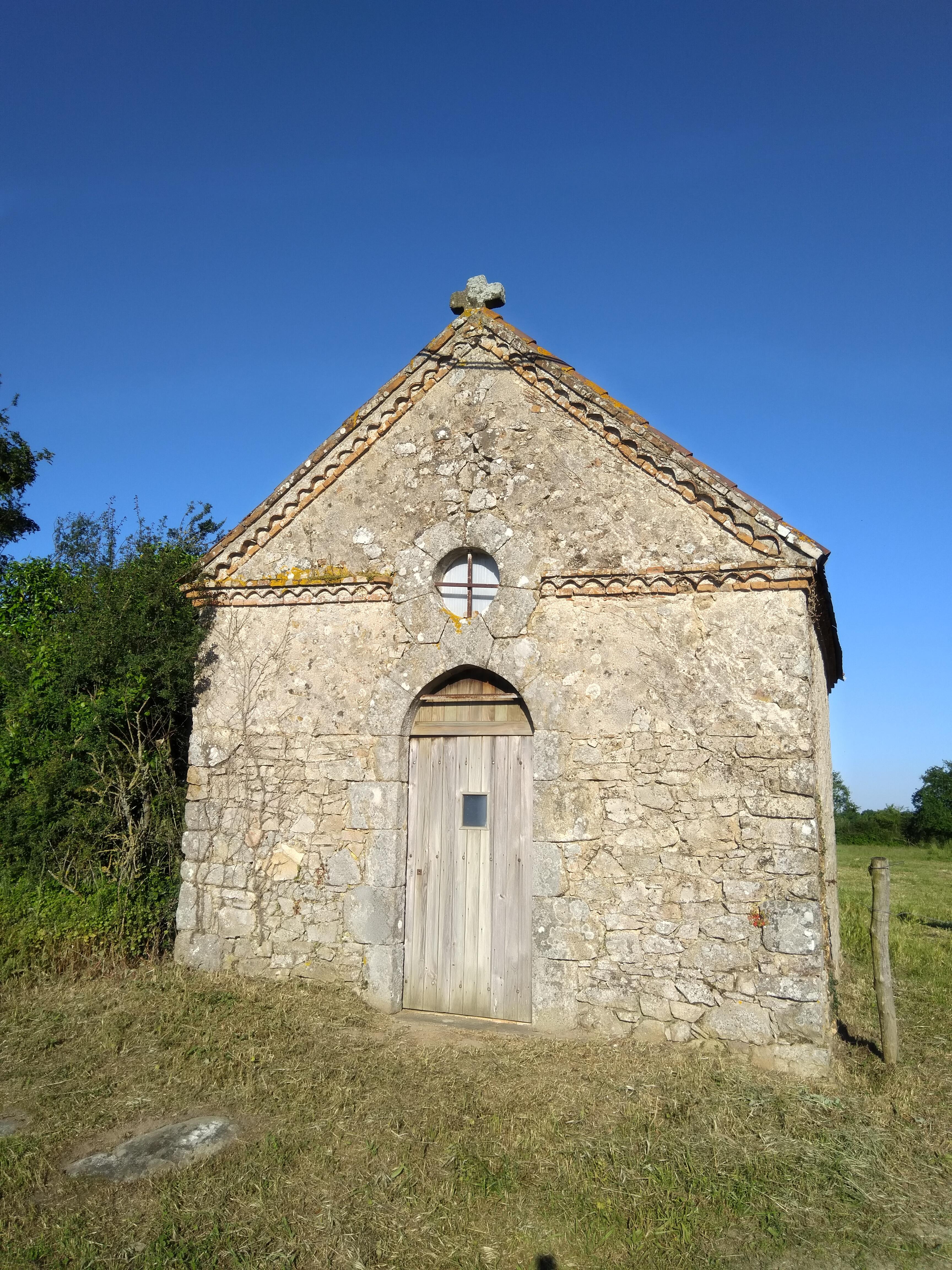
Chapelle à Pierrot.

- Chapelle à Pierrot.Le Centre socioculturel (CSC) : composé d’un bâtiment ancien et d’une aile moderne[28]
- Châteaux de la Brunaire, de Caphar, de Cerveaux, Château des Dorides, de la Gallière, de Millepieds, Puy-Louët et de Tournelay
- Chapelle à Pierrot :  restaurée entre 2013 et 2014 pour les journées du patrimoine[29].
- Logis de La Favrière : galerie Renaissance de la fin du XVIe siècle, pavillon et logis du XVe siècle
- Moulin de la Sorinière
- Église Saint-Hilaire : construite aux XIIIe siècle, XVe siècle et clocher du XIXe siècle
- Église Saint-Melaine : reconstruite au XIXe siècle, sur l'emplacement d'une église brûlée durant la Révolution française.

## Personnalités liées à la commune
- Jean-Marie Leblanc né le 27 juillet 1944 à Nueil-sur-Argent, ancien directeur du Tour de France.
- Gilles Rampillon né le 28 juillet 1953 aux Aubiers, Joueur de football (FC Nantes, Équipe de France)
- Alexis Le Rossignol, né 28 juillet 1984, humoriste.

## Jumelages
- Montcy-Notre-Dame (France) depuis 1982
- Attleborough (Royaume-Uni) depuis 1996
- Lèba (Burkina Faso) depuis 2006